# Tonight, Tonight
«Tonight, Tonight» és una cançó de The Smashing Pumpkins, escrita pel líder del grup musical, Billy Corgan. Va ser el quart senzill i la segona cançó del tercer àlbum anomenat Mellon Collie and the Infinite Sadness, i va ser publicat el 15 d'abril de 1996.
"Tonight, Tonight" va ser aclamada per la crítica i comercialment ben rebuda, aconseguint el número u a Islàndia, el número dos a Nova Zelanda, el número set a Regne Unit, i el número 36 al Billboard Hot 100 dels Estats Units. De manera addicional, el vídeo musical de la cançó va guanyar una sèrie de premis.
Una versió acústica de la cançó, titulada "Tonite Reprise", va ser inclosa com a cara-b en el senzill i a la versió de tres LP de Mellon Collie and the Infinite Sadness.
El senzill posteriorment també va ser editat en versió ampliada al box set The Aeroplane Flies High. A més, la cançó forma part del disc de grans èxits del grup, titulat Rotten Apples, nom que comparteix amb la tercera cançó del senzill.

## Vídeo musical
El vídeo musical va ser dirigit pel duet conformat per Jonathan Dayton i Valerie Faris, i protagonitzat per Tom Kenny i Jill Talley. La idea original pel videoclip era realitzar un vídeo a l'estil del treball de Busby Berkeley, completat amb "gent bussejant en copes de xampany". El grup estava preparat per a la producció del videoclip, però van descobrir que Red Hot Chili Peppers havia fet un vídeo musical molt similar per a la cançó "Aeroplane", i era gairebé idèntic al que desitjaven fer. La segona idea era que el grup toqués en un escenari surrealista, mentre la càmera s'acostava als ulls de l'audiència per visualitzar la visió particular de la persona respecte a la cançó. El tercer i definitiu concepte, inspirat per la pel·lícula de cinema mut Viatge a la Lluna de Georges Méliès, va provenir dels directors Jonathan Dayton i Valerie Faris, que van tenir la idea gràcies a la portada de l'àlbum, ja que els recordava les primeres pel·lícules del cinema mut. Així doncs, el video musical va ser filmat sobre la base de l'estil de les pel·lícules mudes de començaments de segle, utilitzant telons de fons d'estil teatral i efectes especials primitius.
Dayton i el seu equip de producció inicialment van tenir problemes per aconseguir les vestimentes a utilitzar en el vídeo, doncs la pel·lícula Titanic anava a rodar-se al mateix temps a Los Angeles. El director de la pel·lícula, James Cameron, va llogar gairebé tots els accessoris i vestits de l'època a la ciutat, deixant a l'equip de producció de "Tonight, Tonight" amb poques coses per treballar. Els directors Dayton i Faris es van comprometre a llogar els vestits restants i a contractar dissenyadors per recrear-los dins del període que es pot observar en el vídeo.
El videoclip es va retransmetre molt per la MTV i va guanyar 6 dels 8 premis als que estava nominat als MTV Video Music Awards el 1996, entre ells millor vídeo de l'any, millor direcció (per Jonathan Dayton i Valerie Faris) i millors efectes especials (per Chris Staves). També va estar nominat a millor videoclip als premis Grammy de 1997. "Tonight, Tonight" és considerat un dels millors videoclips de la història, puntuat en el número 40 d'una llista de 100 per la revista Stylus Magazine.

## Llista de cançons
El senzill de Tonight, Tonight va ser llançat en dues versions diferents, contenint diferents cares-b. Una versió és el senzill estàndard i l'altra versió és un CD inclòs en el box set de senzills titulat The Aeroplane Flies High. Totes les cançons van ser escrites per Billy Corgan.
- Senzill (versió dels Estats Units)[7]

1. «Tonight, Tonight» - 4:15
2. «Meladori Magpie» - 2:41
3. «Rotten Apples» - 3:02
4. «Medellia of the Gray Skies» - 3:11

- The Aeroplane Flies High[1]

1. «Tonight, Tonight» - 4:15
2. «Meladori Magpie» - 2:41
3. «Rotten Apples» - 3:02
4. «Jupiter's Lament» - 2:30
5. «Medellia of the Gray Skies» - 3:11
6. «Blank» - 2:54
7. «Tonite Represa» - 2:40